# 克丽丝安·戈登

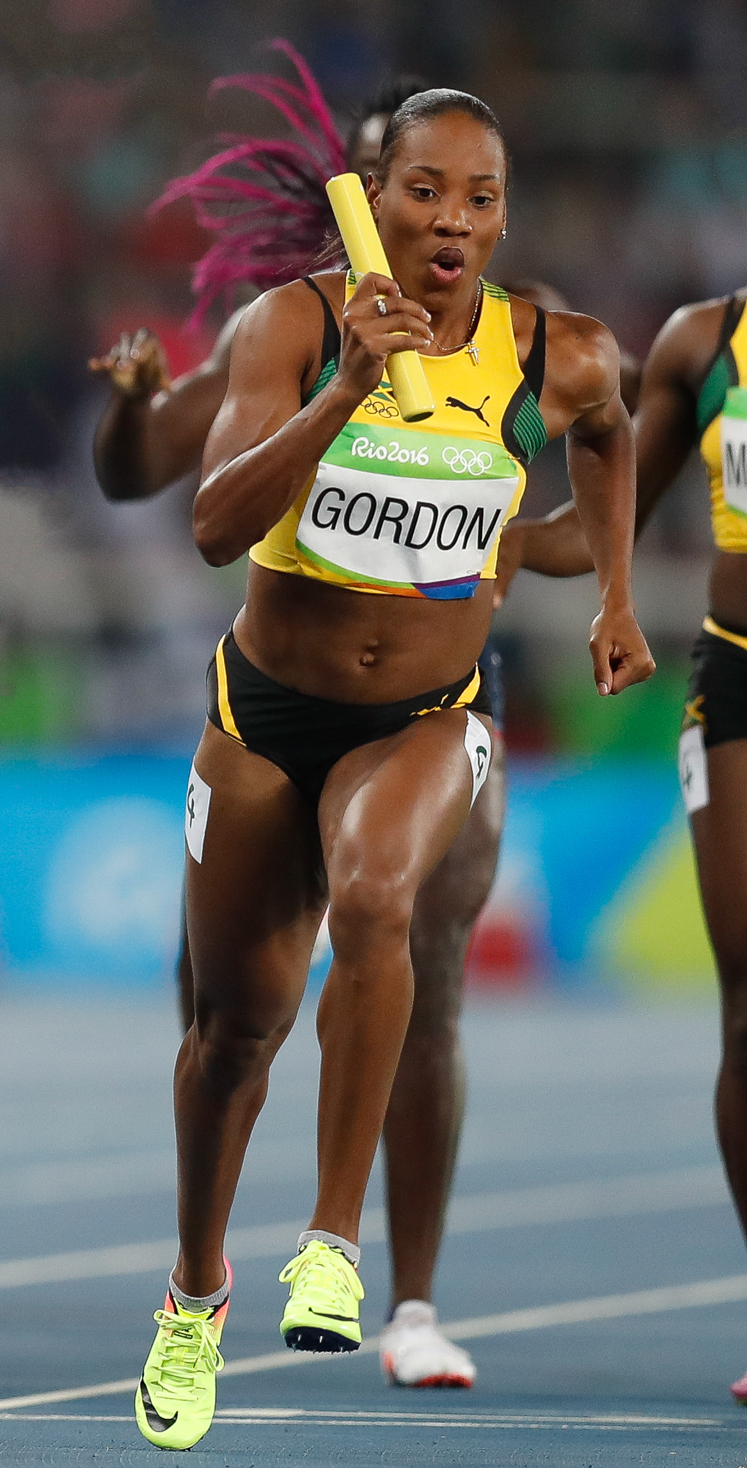
克丽丝安·戈登

克丽丝安·戈登（英語：Chrisann Gordon、1994年9月18日—）是一名牙买加女子短跑运动员。她曾代表牙买加队参加2016年里约奥运，结果在女子4×400米接力项目上夺得亚军。